# Ryan McGowan
Ryan James McGowan (Adelaide, 15 agosto 1989) è un calciatore australiano, di origini scozzesi, difensore del Livingston.

## Biografia
È nato ad Adelaide da genitori scozzesi, originari di Glasgow. È il fratello maggiore di Dylan McGowan.

## Carriera

### Club
Cresciuto in Australia nei Para Hills Knights, venne messo sotto contratto dagli Hearts of Midlothian nel 2006 subito dopo aver conseguito il diploma presso il South Australia Institute of Sports. Divenne capitano della formazione Under-19 degli Hearts ed esordì nella Scottish Premier League il 13 maggio 2008 nell'incontro disputato contro il Gretna. Nell'ottobre 2009 venne mandato in prestito all'Ayr United, inizialmente per un periodo di tre mesi ma poi il prestito fu rinnovato sino a fine stagione. Con la maglia dell'Ayr ha collezionato 28 presenze nella Scottish First Division, segnando una rete, e 2 presenze in Scottish Cup. Il 15 febbraio 2011 il giocatore viene nuovamente mandato in prestito al Partick Thistle, club militante nella Scottish First Division.
Nel gennaio 2013 McGowan viene acquistato dallo Shandong Luneng per una cifra pari a 400.000 sterline.
Dopo due stagioni in Cina nel gennaio 2015 torna in Scozia siglando un contratto biennale con il Dundee Utd.
Il 21 agosto 2017 si trasferisce allo Sharjah negli Emirati Arabi Uniti.

### Nazionale
Ha giocato con le rappresentative Under-17, Under-19 e Under-20 dell'Australia. Con la selezione australiana Under-19 ha partecipato nel 2008 al torneo di categoria organizzato dall'AFF. Nel 2009 ha partecipato al campionato mondiale di calcio U-20 svoltosi in Egitto. Il 15 agosto 2012 ha esordito con la nazionale maggiore entrando nel secondo tempo dell'amichevole giocata ad Edimburgo contro la rappresentativa scozzese.

## Statistiche

### Cronologia presenze e reti in nazionale
| Cronologia completa delle presenze e delle reti in nazionale ― Australia | Cronologia completa delle presenze e delle reti in nazionale ― Australia | Cronologia completa delle presenze e delle reti in nazionale ― Australia | Cronologia completa delle presenze e delle reti in nazionale ― Australia | Cronologia completa delle presenze e delle reti in nazionale ― Australia | Cronologia completa delle presenze e delle reti in nazionale ― Australia | Cronologia completa delle presenze e delle reti in nazionale ― Australia | Cronologia completa delle presenze e delle reti in nazionale ― Australia |
| Data                                                                     | Città                                                                    | In casa                                                                  | Risultato                                                                | Ospiti                                                                   | Competizione                                                             | Reti                                                                     | Note                                                                     |
| ------------------------------------------------------------------------ | ------------------------------------------------------------------------ | ------------------------------------------------------------------------ | ------------------------------------------------------------------------ | ------------------------------------------------------------------------ | ------------------------------------------------------------------------ | ------------------------------------------------------------------------ | ------------------------------------------------------------------------ |
| 15-8-2012                                                                | Edimburgo                                                                | Scozia                                                                   | 3 – 1                                                                    | Australia                                                                | Amichevole                                                               | -                                                                        | 79’                                                                      |
| 14-11-2012                                                               | Hwaseong                                                                 | Corea del Sud                                                            | 1 – 2                                                                    | Australia                                                                | Amichevole                                                               | -                                                                        |                                                                          |
| 6-2-2013                                                                 | Malaga                                                                   | Romania                                                                  | 3 – 2                                                                    | Australia                                                                | Amichevole                                                               | -                                                                        | 52’                                                                      |
| 20-7-2013                                                                | Seul                                                                     | Corea del Sud                                                            | 0 – 0                                                                    | Australia                                                                | Coppa dell'Asia orientale 2013                                           | -                                                                        |                                                                          |
| 25-7-2013                                                                | Hwaseong                                                                 | Giappone                                                                 | 3 – 2                                                                    | Australia                                                                | Coppa dell'Asia orientale 2013                                           | -                                                                        |                                                                          |
| 28-7-2013                                                                | Seul                                                                     | Australia                                                                | 3 – 4                                                                    | Cina                                                                     | Coppa dell'Asia orientale 2013                                           | -                                                                        |                                                                          |
| 7-9-2013                                                                 | Brasilia                                                                 | Brasile                                                                  | 6 – 0                                                                    | Australia                                                                | Amichevole                                                               | -                                                                        |                                                                          |
| 18-11-2013                                                               | Sydney                                                                   | Australia                                                                | 1 – 0                                                                    | Costa Rica                                                               | Amichevole                                                               | -                                                                        | 48’                                                                      |
| 26-5-2014                                                                | Sydney                                                                   | Australia                                                                | 1 – 1                                                                    | Sudafrica                                                                | Amichevole                                                               | -                                                                        |                                                                          |
| 13-6-2014                                                                | Cuiabá                                                                   | Cile                                                                     | 3 – 1                                                                    | Australia                                                                | Mondiali 2014 - 1º Turno                                                 | -                                                                        | 49’                                                                      |
| 18-6-2014                                                                | Porto Alegre                                                             | Australia                                                                | 2 – 3                                                                    | Paesi Bassi                                                              | Mondiali 2014 - 1º Turno                                                 | -                                                                        |                                                                          |
| 23-6-2014                                                                | Curitiba                                                                 | Australia                                                                | 0 – 3                                                                    | Spagna                                                                   | Mondiali 2014 - 1º Turno                                                 | -                                                                        |                                                                          |
| 8-9-2015                                                                 | Dušanbe                                                                  | Tagikistan                                                               | 0 – 3                                                                    | Australia                                                                | Qual. Mondiali 2018                                                      | -                                                                        |                                                                          |
| 12-11-2015                                                               | Canberra                                                                 | Australia                                                                | 3 – 0                                                                    | Kirghizistan                                                             | Qual. Mondiali 2018                                                      | -                                                                        |                                                                          |
| 24-3-2016                                                                | Adelaide                                                                 | Australia                                                                | 7 – 0                                                                    | Tagikistan                                                               | Qual. Mondiali 2018                                                      | -                                                                        |                                                                          |
| 7-6-2016                                                                 | Melbourne                                                                | Australia                                                                | 1 – 2                                                                    | Grecia                                                                   | Amichevole                                                               | -                                                                        | 66’                                                                      |
| 6-9-2016                                                                 | Abu Dhabi                                                                | Emirati Arabi Uniti                                                      | 0 – 1                                                                    | Australia                                                                | Qual. Mondiali 2018                                                      | -                                                                        |                                                                          |
| 11-10-2016                                                               | Melbourne                                                                | Australia                                                                | 1 – 1                                                                    | Giappone                                                                 | Qual. Mondiali 2018                                                      | -                                                                        |                                                                          |
| 8-6-2017                                                                 | Adelaide                                                                 | Australia                                                                | 3 – 2                                                                    | Arabia Saudita                                                           | Qual. Mondiali 2018                                                      | -                                                                        |                                                                          |
| 25-6-2017                                                                | Mosca                                                                    | Cile                                                                     | 1 – 1                                                                    | Australia                                                                | Conf. Cup 2017 - 1º turno                                                | -                                                                        |                                                                          |
| 3-6-2021                                                                 | Al Kuwait                                                                | Australia                                                                | 3 – 0                                                                    | Kuwait                                                                   | Qual. Mondiali 2022                                                      | -                                                                        |                                                                          |
| 1-2-2022                                                                 | Mascate                                                                  | Oman                                                                     | 2 – 2                                                                    | Australia                                                                | Qual. Mondiali 2022                                                      | -                                                                        | 85’                                                                      |
| Totale                                                                   |                                                                          | Presenze                                                                 | 22                                                                       |                                                                          | Reti                                                                     | 0                                                                        |                                                                          |

## Palmarès

### Club

#### Competizioni nazionali
- Coppa di Scozia: 1

Hearts: 2011-2012
- Scottish Challenge Cup: 1

Livingston: 2024-2025